# (6139) Naomi
(6139) Naomi (1992 AD1) – planetoida z pasa głównego planetoid okrążająca Słońce w ciągu 4,34 lat w średniej odległości 2,66 au. Odkryta 10 stycznia 1992 roku.